# Luís Pereira Brandão
Luís Pereira Brandão (c. 1530/1540 — muerto en fecha desconocida) fue un escritor portugués.

## Biografía
Luís Pereira Brandão nació en Oporto de una familia noble: su padre fue capitán en Moluco, y murió en la conquista de Monomotapa. Fue caballero de la Orden de Cristo y acompañó a Sebastián I de Portugal en la campaña de Alcazarquivir. Capturado por marroquíes, en prisión comenzó a escribir un poema en dieciocho cantos en octavas reales en el que describía la Batalla de Alcazarquivir y la muerte del rey Sebastián. El poema se publicó en Lisboa en 1588 con el título de A Elegíada, con dedicatoria al Cardenal Alberto, gobernador de Portugal.